# Mombojó

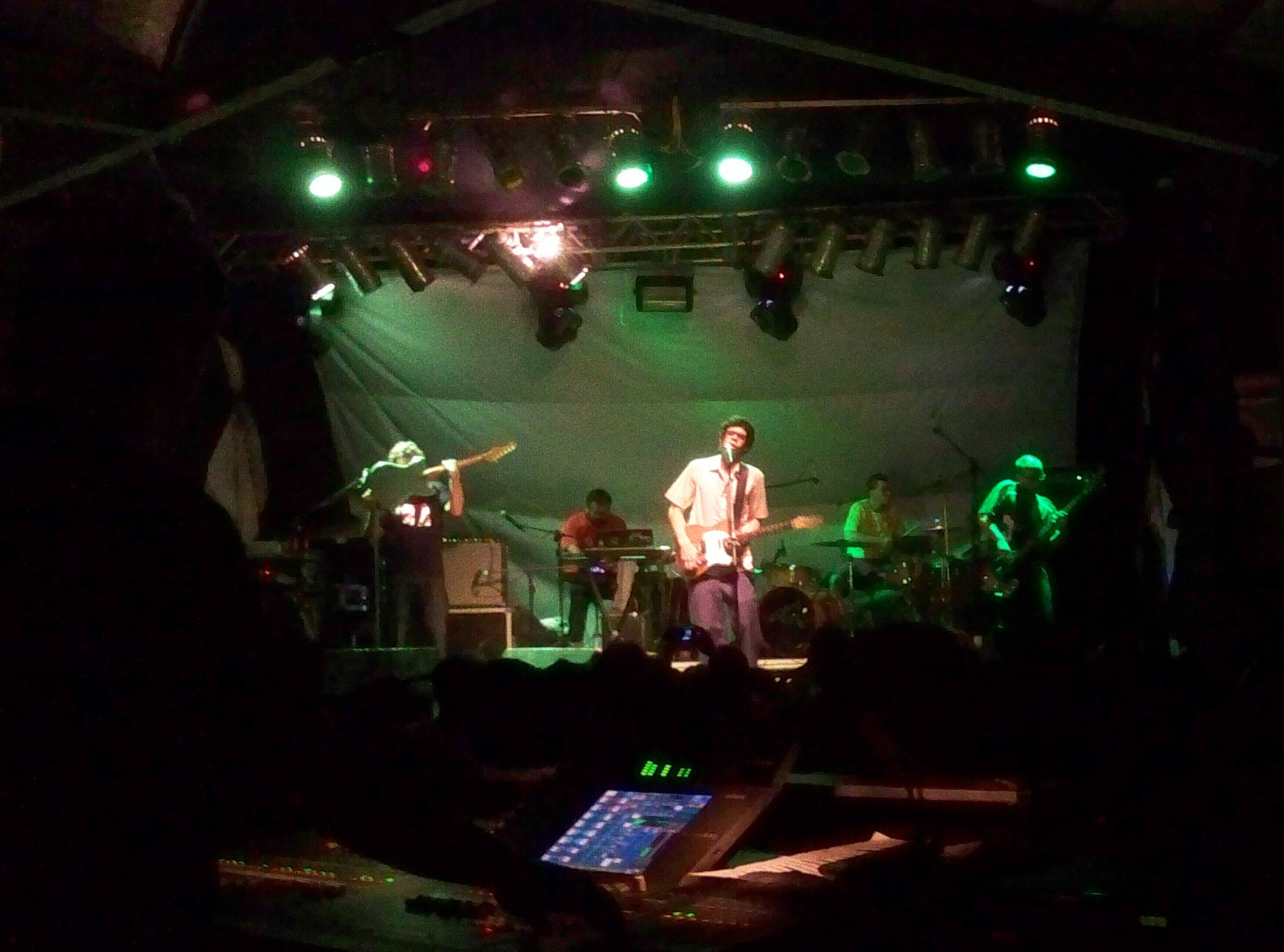
Show do Mombojó em Salvador

O Mombojó é uma banda brasileira formada em abril de 2001, originada na cidade do Recife, em Pernambuco.
A banda já se apresentou pelos maiores festivais do país, incluindo o Lollapalooza, Abril pro Rock, Brasil no Ar (Barcelona), Grito Rock, Mada, Mulambo, Planeta Terra, Porão do Rock, Teresina Rock e TIM Festival.

## História
Em 2002, a banda Mombojó (formada no ano anterior) participaria dos principais eventos musicais de Pernambuco, tendo recebido o seguinte comentário acerca de sua apresentação no 10º Abril pro Rock: "Os novatos da Mombojó... foram a grande revelação da nova cena de Recife na noite de domingo, com sua música de alto poder combustível, feita com guitarras, computadores e cavaquinhos".
Em 2003, o grupo foi contemplado com recursos do Sistema de Incentivo à Cultura da Prefeitura de Recife para produzir o primeiro disco: Nadadenovo. Gravado e mixado em Recife com produção musical de Igor Medeiros e Mad Mud (Leo D & William P), e masterizado em São Paulo (Classic Master). Desde o primeiro momento, a banda disponibilizou em seu site na internet todas as faixas do disco para download gratuito, e ainda os arquivos completos de uma das faixas sob a licença Creative Commons.
Após a finalização do disco no início de 2004, o grupo ganhou resenhas diversas, algumas das quais são resumidas a seguir: "Efeitos sonoros se confundem com dramas amorosos, graves espetaculares chocam-se com improvisos jazzísticos, cada músico indo para um lado, e é justamente essa disparidade de papéis que dá a surpreendente -e madura- unidade sonora do grupo... Nadadenovo avisa pro resto do Brasil que este ano os trabalhos começam antes do Carnaval, com um disco surpreendente, coeso, reverente e, que beleza, divertido." "A bola que Jorge Ben passou pra Fred 04 agora esquenta o gogó do vocalista Felipe. Sonho então com o Credicard Hall lotado, e Felipe cantando músicas como 'Merda'. O mestre alquimista diria: 'Que maravilha!'."
Ao completar exatos três anos de formação em abril de 2004, a Mombojó encaixa o Nadadenovo como encarte da Revista OutraCoisa, a chamada "revista de Lobão" (L&C Editora), com distribuição nacional de 20 mil cópias pela Tratore, também sua editora.
A Mombojó é contratada pela gravadora Trama em novembro de 2005 e lança seu segundo disco, Homem-Espuma, em 2006.
Ainda em 2006, se apresentam no TIM Festival ao lado de Yeah Yeah Yeahs e Patti Smith no Rio e do Daft Punk, em São Paulo. Também nesse ano, abrem os shows do Los Hermanos em Curitiba e Porto Alegre.
No dia 5 de julho de 2007 morre de enfarto, aos 24 anos, o integrante Rafael Virginio Vital Torres Barbosa, também conhecido como "O Rafa" ou "Pirulito". Ele tocava flauta, trombone e violão, sempre sentado ao lado de Marcelo Campello nos shows. Meses depois da sua morte, no início de 2008, Marcelo Campello deixa o grupo, seguindo com o trabalho solo Projeções e mais duas séries para violão de sete cordas (2007) e com o grupo instrumental Poruu (ver links abaixo).
Em 2010, lançam o terceiro CD, Amigo do Tempo. Neste ano, a banda se apresentou durante o mega-festival SWU.
No ano seguinte, a banda ganhou espaço até na Argentina, como uma das atrações principais do Grito Rock 2011 de Buenos Aires.
Em fevereiro de 2015, o músico francês Manu Chao fez uma participação surpresa no show da banda durante o festival Rec-Beat, em Recife. Em março do mesmo ano, a banda se apresenta no festival Lollapalooza, no Autódromo de Interlagos.
Em 2017, lançam o EP Summer long, gravado pelo grupo com Laetittia Sadier, vocalista da banda franco-britânica Stereolab.
Em 2019, relançam o primeiro álbum, Nadadenovo, em vinil dentro da coleção Três selos, com tiragem limitada de 500 cópias.
Em 1 de maio de 2021, junto da Quixó Produções lançam o longa-metragem "Deságua" no canal por assinatura Music Box Brazil, que reúne clipes da banda lançados pelas redes sociais com material inédito.

## Integrantes

### Atuais
- Chiquinho (teclado e sampler)
- Felipe S (vocal, guitarra e teclado)
- Marcelo Machado (guitarra)
- Missionário José (baixo)
- Vicente Machado (bateria)

### Ex-integrantes
- O Rafa (violão e sopro) - até 2007
- Samuel Vieira (baixo) - até 2013
- Marcelo Campello (violão de 7 cordas) - até 2008

## Discografia

### Álbuns
- Nadadenovo (2004)
- Homem-espuma (2006)
- Amigo do Tempo (2010)

1. "Entre a União e a Saudade "
2. "Antimonotomia"
3. "Passarinho Colorido"
4. "Justamente"
5. "Qualquer Conclusão"
6. "A Praia da Solidão"
7. "Casa Caiada"
8. "Aumenta o Volume"
9. "Triste Demais"
10. "Amigo do Tempo"
11. "Papapa"

- 11º Aniversário (2013)
- Alexandre (2014)
- Summer Long (EP) (2017) com Laetitia Sadier
- Deságua (2020)[14]
- Carne de Caju (2024)

### DVD's
- Toca Brasil Nadadenovo (Instituto Itaú Cultural)
- Trilhas (Creative Commons)
- MTV Apresenta Sintonizando Recife (MTV)

### Coletâneas em que aparecem
- Rumos Musicais (Instituto Itaú Cultural)
- Music Trend Brazil (O+, França)
- Music from Pernambuco (Astronave Produções)
- Reciferock - Um ano de Rock!
- Vou tirar você desse lugar: Tributo a Odair José
- MTV Apresenta Sintonizando Recife (MTV)
- Música de Pernambuco Música Urbana vol.1 (Governo de Pernambuco/ Funcultura)
- "Surf Adventures 2 - A Busca Continua" 2009 - Deixe-se Acreditar (SOM LIVRE)
- Oi! A Nova Música Brasileira
- A Pessoa é Para o Que Nasce (Trilha Sonora do Filme)
- Brazil Classics 7: What's Happening In Pernambuco - New Sounds of the Brazilian Northeast
- Tratore Basics 2: New Brazilian Rock
- Soundtrip Northeast Brazil